# Kostel svaté Kunhuty (Nížkovice)
Kostel svaté Kunhuty v Nížkovicích je římskokatolický kostel zasvěcený sv. Kunhutě. Je farním kostelem farnosti Nížkovice.

## Historie
Kostel byl postaven v renesančním slohu mezi lety 1727–1728 na místě staršího gotického kostela. V roce 1906 navštívil kostel tehdejší brněnský biskup Pavel Huyn. Roku 1950 byla stržena nevyhovující klenba, která předtím musela být často opravována, a nahrazena dřevěným stropem. V 80. letech 20. století byla vyměněna střecha kostela. Mezi lety 1998–2004 proběhla celková obnova interiéru chrámu, kdy byla opravena dlažba, omítky i vybavení a malby. Též byla vyměněna elektroinstalace. Ze statických důvodů však byla nutná další rekonstrukce. Ta proběhla mezi lety 2010–2013. Kromě zpevnění kostela při ní byla vyměněna i omítka. Dále byl do kněžiště instalován nový oltářní stůl, do kterého byly vloženy ostatky tří světců. V sobotu dne 8. června 2013 byl chrám slavnostně vysvěcen tehdejším brněnským biskupem Vojtěchem Cykrlem za účasti mnoha věřících. Tento den slaví nížkovická farnost posvícení, neboť datum původního svěcení kostela, kterého se neúčastnil biskup, není známé.

## Vybavení
V kněžišti se nachází hlavní oltář s oltářním obrazem sv. Kunhuty. Na kůru se nacházejí barokní varhany, vyrobené roku 1846.

## Exteriér
Chrám stojí na vyvýšeném místě v obci uprostřed místního hřbitova, do kterého vede schodiště. Před kostelem se nalézají dva kamenné kříže. Nedaleko kostela stojí fara.

## Odkazy

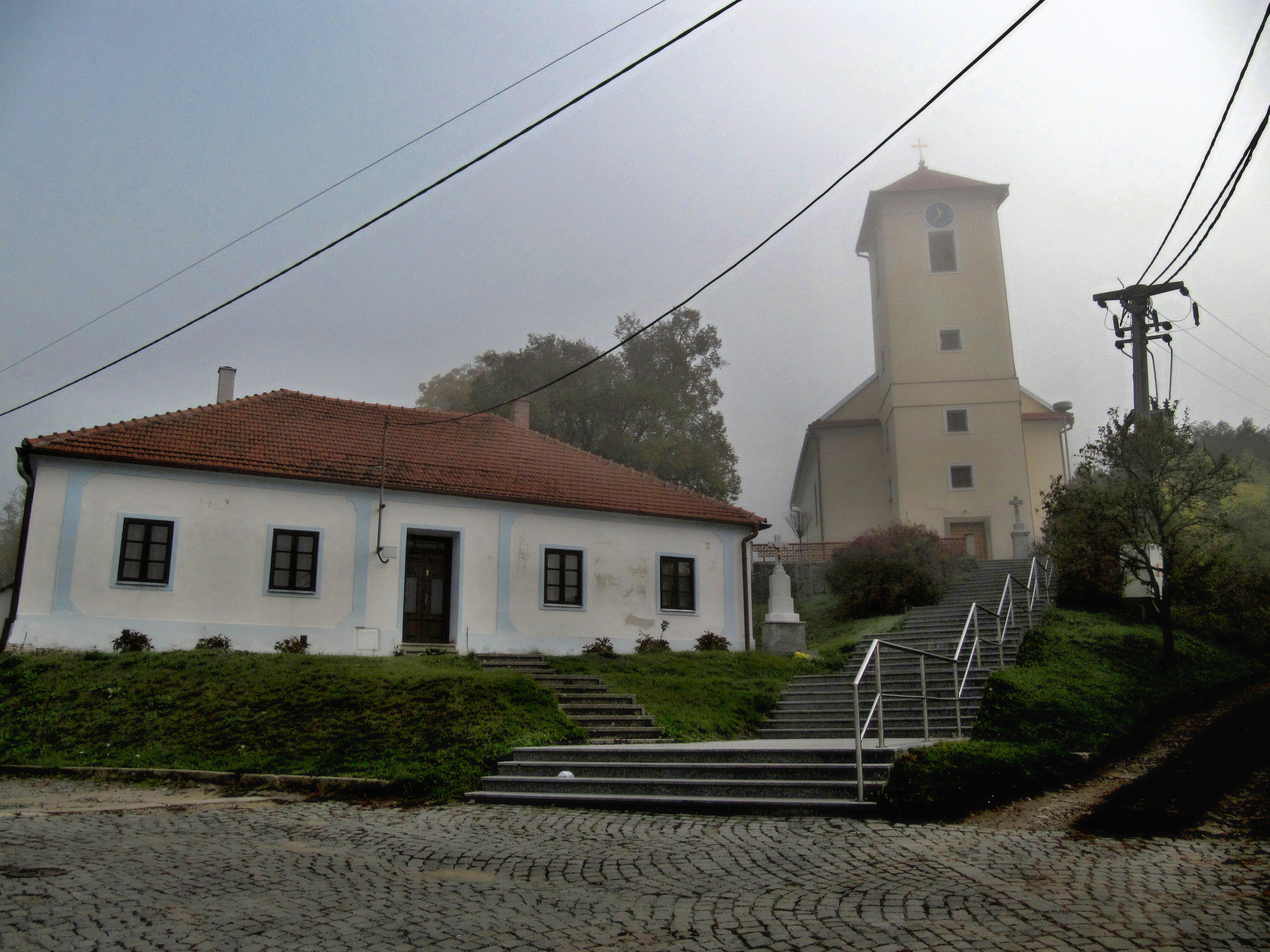
Pohled na kostel s farou